# Кола Ейлера

Кола Ейлера для множин A, B, та C

Діаграма Ейлера, або кола Ейлера (англ. Euler diagram) — діаграма, яка зображує множини та відношення між ними.
Використання кіл Ейлера приписують Леонарду Ейлеру (1707—1783), який використовував ідею зображення множин за допомогою кіл. Однак цим методом ще до Ейлера користувався видатний німецький філософ і математик Готфрід Вільгельм Лейбніц (1646—1716).
Для зображення множин також користуються діаграмами Венна.